# حوزه انتخابیه سوم ایندیانا
حوزه انتخابیه سوم ایندیانا یک حوزه انتخابیه مجلس نمایندگان آمریکا است که در ایالت ایندیانا قرار دارد.